# Bindi the Jungle Girl
Bindy the Jungle Girl (As aventuras de Bindi, no Brasil) é um programa produzido pela The Best Picture Show Company, HIT Entertainment e Discovery Kids Original Production, estrelando Bindi Irwin, Terri Irwin e Steve Irwin. O programa fala sobre a vida animal, estilo um Animal Planet para crianças. No programa, Bindy, sua mãe e às vezes seu pai e seu irmão menor Bob Irwin aparecem dentro de uma casa na árvore onde existem vários tipos de animais, como por exemplo, uma cobra, um lagarto, um coala dentre outros. De lá ela apresenta os quadros em que seu pai fala sobre os animais. Durou duas temporadas e teve 31 episódios.